# Crassula tuberella
Crassula tuberella ist eine Pflanzenart der Gattung Dickblatt (Crassula) in der Familie der Dickblattgewächse (Crassulaceae).

## Beschreibung
Crassula tuberella ist eine aufrechte, spärlich verzweigte, ausdauernde Pflanze. Ihre aufrecht-parallelen Trieben werden bis zu 15 Zentimeter hoch. Sie entspringen einem unterirdischen Rhizom mit vielen kugelförmigen Knollen mit einem Durchmesser von bis zu 3 Millimetern. Ihre grünen, kahlen, linealischen und aufwärts gebogenen Laubblätter sind 5 bis 15 Millimeter lang und 1 bis 1,5 Millimeter breit. Die Blattoberseite ist flach, die Unterseite konvex. Ihre Spitze ist fast zugespitzt.
Der achselständige Blütenstand besteht aus ein bis drei Blüten. Ihre bis zu 1 Millimeter langen Kelchzipfel sind schmal dreieckig und fast zugespitzt. Die becherartige Blütenkrone ist weiß. Die Kronzipfel sind eiförmig bis rhombisch, bis zu 2 Millimeter lang und an den Spitzen etwas zugespitzt sowie zurückgebogen. Die Staubbeutel sind purpurfarben.
Die Blütezeit ist der Hochsommer und der Herbst.

## Systematik, Verbreitung und Gefährdung
Crassula tuberella ist in Lesotho sowie in den südafrikanischen Provinzen Ostkap, Freistaat und KwaZulu-Natal in feuchten Niederungen in afrotemperatem Grasland verbreitet.
Die Erstbeschreibung durch Hellmut R. Toelken wurde 1975 veröffentlicht.
Crassula tuberella wird in der Roten Liste gefährdeter Arten der IUCN als „Least Concern (LC)“, d. h. als in der Natur nicht gefährdet, eingestuft.

## Nachweise